# Houston County (Tennessee)
Houston County ist ein County im Bundesstaat Tennessee der Vereinigten Staaten. Das U.S. Census Bureau hat bei der Volkszählung 2020 eine Einwohnerzahl von 8.283 ermittelt. Der Verwaltungssitz (County Seat) ist Erin.

## Geographie
Das County liegt im Nordwesten von Tennessee, ist im Norden etwa 50 km von Kentucky entfernt und hat eine Fläche von 536 Quadratkilometern, wovon 17 Quadratkilometer Wasserfläche sind. Es grenzt im Uhrzeigersinn an folgende Countys: Stewart County, Montgomery County, Dickson County, Humphreys County und Benton County.

## Geschichte
Houston County wurde am 21. Januar 1871 aus Teilen des Dickson County, Humphreys County und des Stewart County gebildet. Benannt wurde es nach Sam Houston, dem Präsidenten der Republik Texas, späteren US-Senator und Gouverneur von Texas nach dessen Aufnahme in die amerikanische Union.

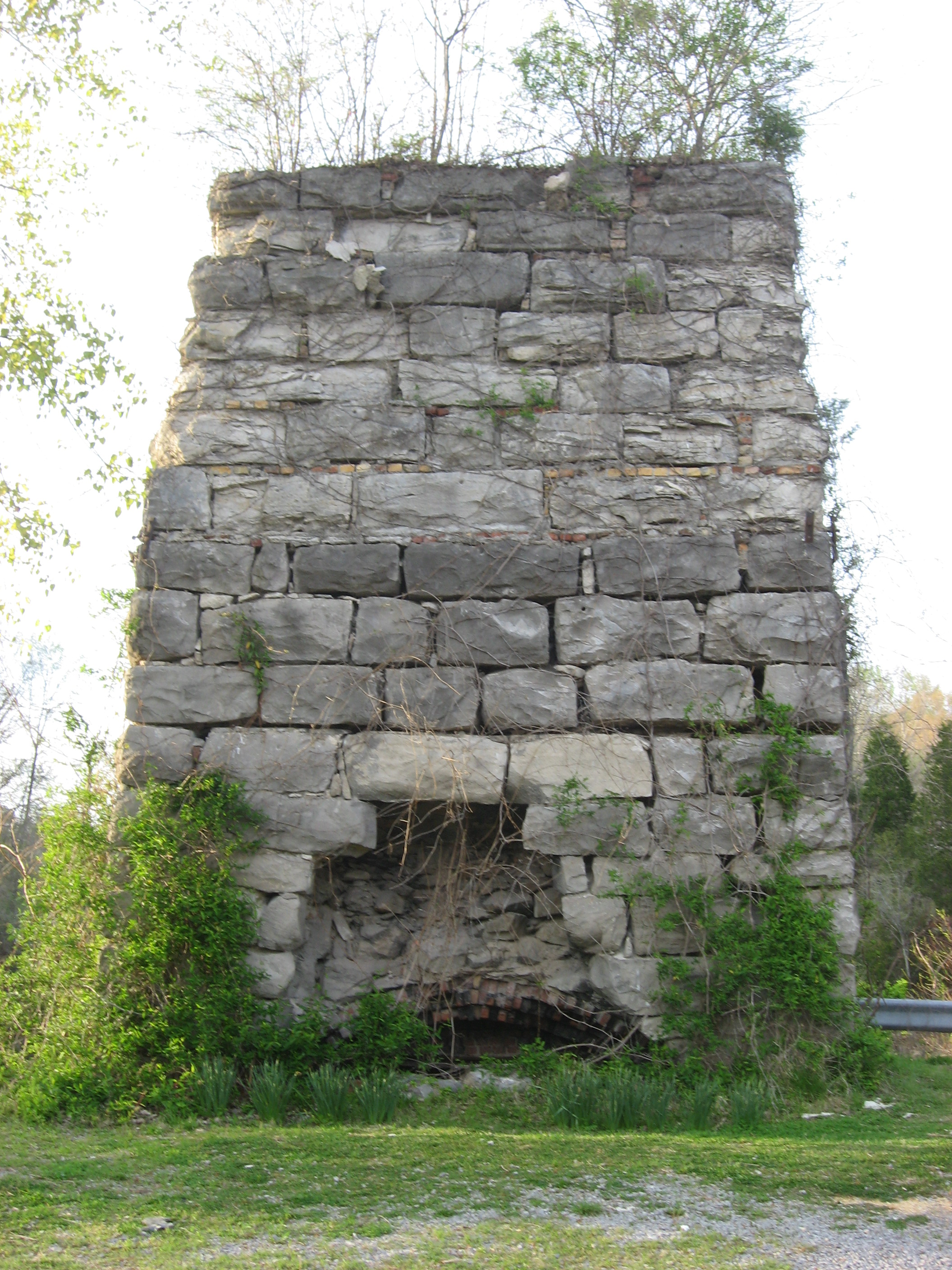
Der Quarry Limekiln ist einer von drei Einträgen des Countys im NRHP.

Drei Bauwerke des Countys sind im National Register of Historic Places (NRHP) eingetragen (Stand 17. August 2018).

## Demografische Daten

Alterspyramide Houston County

Nach der Volkszählung im Jahr 2000 lebten im Houston County 8.088 Menschen in 3.216 Haushalten und 2.299 Familien. Die Bevölkerungsdichte betrug 16 Einwohner pro Quadratkilometer. Ethnisch betrachtet setzte sich die Bevölkerung zusammen aus 94,58 Prozent Weißen, 3,31 Prozent Afroamerikanern, 0,19 Prozent amerikanischen Ureinwohnern, 0,12 Prozent Asiaten, 0,06 Prozent Bewohnern aus dem pazifischen Inselraum und 0,78 Prozent aus anderen ethnischen Gruppen; 0,95 Prozent stammten von zwei oder mehr Ethnien ab. 1,25 Prozent der Bevölkerung waren spanischer oder lateinamerikanischer Abstammung.
Von den 3.216 Haushalten hatten 31,1 Prozent Kinder und Jugendliche unter 18 Jahre, die bei ihnen lebten. 57,0 Prozent waren verheiratete, zusammenlebende Paare, 10,4 Prozent waren allein erziehende Mütter und 28,5 Prozent waren keine Familien. 25,3 Prozent waren Singlehaushalte und in 12,1 Prozent lebten Personen im Alter von 65 Jahren oder darüber. Die Durchschnittshaushaltsgröße betrug 2,46 und die durchschnittliche Haushaltsgröße betrug 2,92 Personen.
24,4 Prozent der Bevölkerung waren unter 18 Jahre alt, 7,3 Prozent zwischen 18 und 24, 26,1 Prozent zwischen 25 und 44, 25,6 Prozent zwischen 45 und 64 und 16,7 Prozent waren älter als 65. Das Durchschnittsalter betrug 40 Jahre. Auf 100 weibliche Personen kamen statistisch 97,8 männliche Personen und auf 100 Frauen im Alter von 18 Jahren und darüber kamen 95,0 Männer.
Das jährliche Durchschnittseinkommen eines Haushalts betrug 29.968 USD, das Durchschnittseinkommen der Familien betrug 35.395 USD. Männer hatten ein Durchschnittseinkommen von 29.528 USD, Frauen 19.983 USD. Das Prokopfeinkommen betrug 15.614 USD. 14,3 Prozent der Familien und 18,1 Prozent der Einwohner lebten unterhalb der Armutsgrenze.